# Driehoeksgroep
In de groepentheorie, een deelgebied van de wiskunde, is een driehoeksgroep een groep die meetkundig kan worden voorgesteld als voortgebracht door spiegelingen ten opzichte van de zijden van een driehoek. De driehoek kan een gewone euclidische driehoek zijn, een driehoek op een bol of een hyperbolische driehoek. Iedere driehoekgroep is de symmetriegroep van een betegeling van het euclidische vlak, het boloppervlak of het hyperbolische vlak met congruente driehoeken.
De meeste driehoeksgroepen {\displaystyle \Delta (l,m,n)} zijn hyperbolische groepen, die waarvoor {\displaystyle 1/l+1/m+1/n<1}, zoals de (2,3,7) driehoeksgroep.